# Баксон (деревня)
Баксон — исчезнувшая деревня в Болотнинском районе Новосибирской области. На момент упразднения входила в состав Карасёвского сельсовета. Исключена из учётных данных в 1971 году.

## География
Располагалась на правом берегу реки Баксон в месте пересечения её региональной дорогой 50Н0408 «Болотное — Кругликово», в 8,5 км к северо-западу от села Карасёво.

## История
Посёлок Нижний Баксан был основан в 1906 г. В 1926 году состоял из 21 хозяйства. В административном отношении входил в состав Алексеевского сельсовета Болотнинского района Томского округа Сибирского края.
В 1956 году Алексеевский сельсовет был объединён с Карасёвском сельсоветом. Решением Новосибирского облисполкома от 27.09.1971 г. № 650 деревня исключена из учётных данных как фактически не существующая.

## Население
По переписи 1926 г. в посёлке проживало 93 человек (47 мужчин и 46 женщины), основное население — русские.